# Історія втечі та повернення
«Історія втечі та повернення» — роман італійської письменниці Елени Ферранте 2013 року. Це третя частина її «Неаполітанських романів», якій передували «Моя неймовірна подруга» і «Історія нового імені», а наступником стала «Історія втраченої дитини».
Роман був екранізований HBO та RaiTV у серіалі «Моя неймовірна подруга». Зміст цієї частини відповідає третьому сезону серіалу, який вийшов у лютому 2022 року.

## Сюжет
Перед весіллям Елена ненадовго повертається до Неаполя. Нарешті Ліла розповідає їй про жахливу ситуацію, яка відбувається на ковбасній фабриці, де вона працює, де вона змушена працювати в небезпечних умовах та терпіти сексуальні домагання. Пасквале та Надя переконують Лілу піти на збори Комуністичної партії Італії, де вона розповідає про свої умови праці. Люди зі зборів вирішують написати брошуру про фабрику та її керівника — Бруно Соккаво, пікетувати фабрику, що, у свою чергу, спричиняє ще більше проблем і врешті Ліла звільняється. Уночі Ліла та Енцо вивчають інформаційні технології, вірячи, що це приведе до кращого життя.
Лену пише статтю, в якій засуджує ситуацію на фабриці, і завдяки зв’язкам П’єтро їй вдається опублікувати її в газеті L'Unità. Вона також наймає адвокатів, які допомагають примусити Бруно заплатити Лілі все, що він їй заборгував. Незабаром Лену повертається до Флоренції для шлюбу з П'єтро.
Лену перед шлюбом планує почати пити протизаплідні пігулки, щоби не завагітніти одразу й мати змогу продовжувати писати. Але коли Пʼєтро дізнається про це за кілька днів до весілля, то влаштовує сварку. Вона вагітніє під час медового місяця, народжує дочку Адель (Деде), названу на честь матері П'єтро. Через два роки народжується друга донька Ельза. Замкнена вдома з двома дітьми, Лену важко писати, він почувається в пастці та ізоляції. Їй вдається написати ще одну книгу, засновану на дитинстві її та Ліли в Неаполі. Але після того, як Адель та Ліла розкритикували книгу, вона на якийсь час покинула писати.
Лену ненадовго повертається до Неаполя й бачить, що місто сильно змінилося. Наука Ліли та Енцо принесла свої плоди, і їм обом вдалося знайти роботу програмістами в IBM, побудувавши краще життя. Мікеле Соларо, закоханий у Лілу, купує ЕОМ, щоби автоматизувати роботу своїх легальних і нелегальних бізнесів, а насправді лише заради того, щоб Ліла працювала на нього. Ліла погоджується, незважаючи на те, що весь район продовжує боятися братів Солар за зв’язки в Каморрі. Лену, дізнавшись про це, вражена й засуджує Лілу, вважаючи це зрадою, на що Ліла каже їй, що молодша сестра Лену, Еліза, живе з Марчелло Соларою.
У Флоренції Лену знову зустрічає Ніно, коли її чоловік П’єтро приводить його додому. Вона відчуває, що її досі тягне до нього, незважаючи на те, що він кинув вагітну Лілу після їхнього любовного роману. Вона відчуває, що Ніно її надихає, він визнає її інтелект і звинувачує П’єтро в тому, що він дозволив їй бути марнувати свій розум і здібності рутиною з маленькими дітьми. Натхненна цим, вона пише феміністичне дослідження, який Адель вважає гідним публікації. Коли Ніно живе в домі Айрот протягом 10 днів, у Лену з Ніно починається роман, завдяки чому вона розуміє, наскільки нещаслива в шлюбі.
Лену каже Лілі, що планує покинути чоловіка, щоб бути з Ніно, що жахає Ліну. Ніно спочатку відмовляється розлучатися зі своєю дружиною, тому що не хоче втрачати звʼязки та фінансову допомогу її родини, але коли Лену через це рве з ним, він нібито усвідомлює, що не може без неї жити, тому повідомляє дружині, що кохає іншу. Ніно летить на конференцію й запрошує Лену полетіти з ним. Книжка закінчується тим, що вони разом сідають на літак. 

## Персонажі
Родина Черулло (родина чоботаря):
- Фернандо Черулло – чоботар, батько Ліли. Не дозволив доньці продовжити навчання після того, як вона скінчила початкову школу.
- Нунція Черулло – мати Ліли. Підтримує доньку, але не має достатнього впливу, щоб протистояти чоловікові.
- Раффаелла Черулло – її називають також Ліна або Ліла. Народилася у серпні 1944 року. У шістдесят шість років безслідно зникає з Неаполя. Неймовірно здібна учениця, у десять років пише оповідання під назвою «Блакитна фея». Після початкової школи кидає навчання й опановує чоботарство. У юному віці виходить заміж за Стефано Карраччі й успішно управляє спершу ковбасною крамницею в новому районі, а потім взуттєвим магазином на площі Мартірі. Під час відпочинку на острові Іскія закохується в Ніно Сарраторе, заради якого кидає чоловіка. У Ліли народжується син Дженнаро, а спільне життя з Ніно закінчується невдачею. Відтак Ліла виявляє, що Стефано матиме дитину з Адою Каппуччо, і остаточно йде від нього. Разом з Енцо Сканно перебирається до передмістя Сан-Джованні-а-Тедуччо і починає працювати на ковбасній фабриці Бруно Соккаво.
- Ріно Черулло – старший брат Ліли, теж чоботар. Разом із батьком Фернандо завдяки Лілі та грошам Стефано Карраччі відкриває взуттєву фабрику «Черулло». Одружується з сестрою Стефано, Пінуччею Карраччі, у них народжується син Фердінандо, якого називають Діно. На честь брата Ліла назвала свого первістка Ріно.

Родина Ґреко (родина вахтера):
- Елена Ґреко – її ще називають Ленучча або Ленý. Народилася у серпні 1944 року і є авторкою цієї довгої оповіді, яку ви читаєте. Елена починає писати в той момент, коли дізнається, що її подруга дитинства Ліна Черулло, яку тільки вона зве Лілою, зникла. Після початкової школи Елена успішно продовжує вчитися в ліцеї. Завдяки здібностям та підтримці викладачки Ґальяні вона бере гору в сутичці з викладачем релігії стосовно ролі Святого Духа. Ще з дитинства вона таємно закохана в Ніно Сарраторе. За його підказкою і з неоціненною допомогою Ліли вона описує історію з викладачем релігії у статті, але часопис, з яким співпрацює Ніно, так її і не опублікував. Елена добре навчаєтьсяй насамкінець отримує диплом магістра у Вищій нормальній школі в Пізі. Там само вона знайомиться й заручається з П’єтро Айротою. Також видає роман, у якому описує життя в своєму районі та підліткові переживання на Іскії.
- Пеппе, Джанні та Еліза – менші брати і сестра Елени.
- Батько – вахтер у мерії.
- Мати – домогосподарка. Спогад про її кульгавість повсякчас переслідує Елену.

Родина Карраччі (родина дона Акілле):
- Дон Акілле Карраччі – чудовисько-страхолюд із казок, спекулянт і лихвар. Його вбили.
- Марія Карраччі – дружина дона Акілле, мати Стефано, Пінуччі та Альфонсо. Працює в родинній ковбасній крамниці.
- Стефано Карраччі – син покійного дона Акілле, чоловік Ліли. Керує статками, нагромадженими батьком, і з часом стає успішним комерсантом завдяки добре налагодженій роботі двох ковбасних крамниць та взуттєвого магазину на площі Мартірі, який він відкриває разом з братами Соларами. Незадоволений бурхливим шлюбом з Лілою, зав’язує стосунки з Адою Каппуччо й починає жити з нею, коли вона вагітніє, а Ліла перебирається у Сан-Джованні-а-Тедуччо.
- Пінучча – донька дона Акілле. Працює спочатку в родинній ковбасній крамниці, а згодом – у взуттєвому магазині. Виходить заміж за Лілиного брата Ріно й народжує від нього сина Фердінандо, якого називають Діно.
- Альфонсо – син дона Акілле. Сусід Елени по парті. Заручається з Марізою Сарраторе й управляє взуттєвим магазином на площі Мартірі.

Родина Пелузо (родина столяра):
- Альфредо Пелузо – столяр. Комуніст. Його засудили за обвинуваченням в убивстві дона Акілле й посадили до в’язниці, де він помер.
- Джузеппіна Пелузо – дружина Альфредо. Працює на тютюновій фабриці, живе заради дітей та ув’язненого чоловіка. Після смерті останнього накладає на себе руки.
- Пасквале Пелузо – найстарший син Альфредо та Джузеппіни, муляр, комуніст-активіст. Він першим помітив Лілину вроду й освідчився їй. Ненавидить Солар. Зустрічався з Адою Каппуччо.
- Кармела Пелузо, яка просить називати себе Кармен, – сестра Пасквале, працює в галантерейному магазині, але невдовзі Ліла наймає її продавчинею в нову ковбасну крамницю Стефано. Довго зустрічалася з Енцо Сканно, але той, повернувшись з армії, без жодних пояснень покинув її. Згодом заручається з власником заправки на трасі.

Родина Каппуччо (родина божевільної вдови):
- Меліна – родичка Нунції Черулло, удова. Заробляє тим, що миє сходи в будинках старого району. Була коханкою Донато Сарраторе, батька Ніно. Саме через це родина Сарраторе була змушена переїхати, і Меліна ледь не збожеволіла.
- Чоловік Меліни – розвантажував ящики з овочами та фруктами на ринку, загинув за нез’ясованих обставин.
- Ада Каппуччо – донька Меліни. Малою допомагала матері мити сходи. Завдяки Лілі влаштувалася продавчинею до ковбасної крамниці старого району. Довго зустрічається з Пасквале Пелузо, а потім стає коханкою Стефано Карраччі, вагітніє і починає з ним жити. З їхнього зв’язку народжується донька Марія.
- Антоніо Каппуччо – її брат, механік. Зустрічався з Еленою і ревнував її до Ніно Сарраторе. Дуже хвилюється через перспективу бути призваним до війська, але коли Елена звертається до братів Солар по допомогу в цій справі, почувається таким глибоко приниженим, що пориває з нею. Під час військової служби зазнає серйозного нервового виснаження, і його достроково демобілізують. Коли повертається у свій район, злидні штовхають його йти працювати на Мікеле Солару, який згодом посилає його до Німеччини з якимсь тривалим секретним завданням.

Родина Сарраторе (родина залізничника-поета):
- Донато Сарраторе – залізничник, поет, журналіст. Страшенний бабій, був коханцем Меліни Каппуччо. Коли Елена приїхала на канікули на Іскію, родина Сарраторе відпочивала в тому самому будинку, що й вона. Елена змушена була повернутися додому раніше, ніж передбачалося, щоб уникнути домагань Донато. Але наступного літа, страждаючи через роман між Ніно та Лілою, вона віддається йому на пляжі. Щоб позбутися тягаря спогадів про цей принизливий досвід, Елена описує його в книжці, яку згодом публікують.
- Лідія Сарраторе – дружина Донато.
- Ніно Сарраторе – найстарший із п’яти дітей Донато та Лідії. Ненавидить свого батька. Дуже здібний студент. Він тривалий час підтримує таємні стосунки з Лілою, і коли вона вагітніє, вони недовго живуть разом.
- Маріза Сарраторе – сестра Ніно. Заручена з Альфонсо Карраччі.

Родина Сканно (родина зеленяра):
- Нікола Сканно – зеленяр, помер від пневмонії.
- Ассунта Сканно – дружина Ніколи, померла від раку.
- Енцо Сканно – син Ніколи та Ассунти, теж зеленяр. Ліла симпатизує йому змалечку. Енцо довго зустрічається з Кармен Пелузо, але після повернення з війська кидає її без жодних пояснень. У війську він знову береться до навчання й екстерном отримує диплом технічного спеціаліста. Коли Ліла вирішує остаточно піти від Стефано, він опікується нею та її сином Дженнаро й оселяється разом з ними у Сан-Джованні-а-Тедуччо.

Родина Солар (родина власника бару-кондитерської з однойменною назвою):
- Сильвіо Солара – хазяїн бару-кондитерської, монархіст і фашист, каморрист, замішаний у нелегальних справах району. Чинив перепони заснуванню взуттєвої фабрики «Черулло».
- Мануела Солара – дружина Сильвіо, лихварка: її червона боргова книга наводить страх на всіх мешканців району.
- Марчелло та Мікеле Солари – сини Сильвіо та Мануели. Зверхні й нахабні, але мають успіх у дівчат району, окрім, звісно, Ліли. Марчелло закохується в Лілу, але вона відмовляє йому. Мікеле – трохи молодший від Марчелло, холоднокровніший, розумніший і свавільніший від нього. Зустрічається з Джильйолою, донькою кондитера, але з роками в ньому визріває хвороблива одержимість Лілою.

Родина Спаньйоло (родина кондитера):
- Синьйор Спаньйоло – кондитер у барі «Солара».
- Роза Спаньйоло – дружина кондитера.
- Джильйола Спаньйоло – донька кондитера, наречена Мікеле Солари.

Родина Айрот:
- Ґвідо Айрота – викладач грецької літератури.
- Аделе – його дружина. Співпрацює з міланським видавництвом, яке публікує роман Елени.
- Маріароза Айрота – старша дочка, викладачка історії мистецтва в Мілані.
- П’єтро Айрота – університетський товариш Елени та її наречений, на якого чекає блискуча академічна кар’єра.

Викладачі:
- Ферраро – учитель і бібліотекар. Коли Ліла з Еленою були дітьми, він нагороджував їх книжками за любов до читання.
- Олів’єро – учителька. Вона першою помітила здібності Ліли та Елени. Десятирічна Ліла написала оповідання під назвою «Блакитна фея». Оповідання це дуже сподобалось Елені, і вона дала його почитати Олів’єро. Але вчителька, роздратована тим, що батьки Ліли не дозволили їй продовжити навчання, так нічого і не сказала про нього. Ба більше – перестала цікавитися Лілою і зосередилась лише на успіхах Елени. Помирає після тривалої хвороби невдовзі після того, як Елена здобуває університетський диплом.
- Джераче – викладач гімназії.
- Ґальяні – викладачка ліцею. Дуже освічена жінка, комуністка. Її відразу вразив розум Елени. Позичає їй книжки, захищає в конфлікті з викладачем релігії, запрошує до себе додому на вечірку, яку влаштовують її діти. Їхні стосунки стають прохолодними, коли Ніно, захопившись Лілою, кидає Надю.

Інші персонажі:
- Джино – син аптекаря. Перший хлопець Елени.
- Нелла Інкардо – двоюрідна сестра вчительки Олів’єро. Живе в Барано на Іскії і влітку здає кілька кімнат свого будинку родині Сарраторе. У неї жила Елена, коли відпочивала на морі.
- Армандо – студент-медик, син викладачки Ґальяні.
- Надя – студентка, донька викладачки Ґальяні і дівчина Ніно, який, закохавшись у Лілу на Іскії, пориває з нею, написавши про це в листі.
- Бруно Соккаво – друг Ніно Сарраторе, син багатого промисловця з Сан-Джованні-а-Тедуччо. Дає Лілі роботу на ковбасній фабриці, що належить його родині.
- Франко Марі – студент, хлопець Елени в перші роки навчання в університеті.

## Теми та прийняття
Роман був дуже добре сприйнятий критиками. 
Його високо оцінили за зображення розумної молодої жінки, яку материнство душить, перспектива, яку не часто зображують, як стверджує Роксана Робінсон у The New York Times: «Вона (Елена) приєдналася до інтелігенції та збирається вийти заміж за представника середнього класу, але її життя все ще сповнене обмежень. Її видатний чоловік зашорений і обмежений, і вона відчуває, що материнство позбавило її всіх почуттів».
Роман також високо оцінили за його соціальні теми, показуючи зміни в околицях під впливом Каморри та боротьбу під час Свинцевих років у Італії: «Під час боротьби 1970-х років між комуністами та соціалістами вона [Елена] звертається до політики, лише для того, щоб дізнатися, що Каморра править і тут».
Тема жіночої дружби, яку часто вважають головною темою серії, у цій частині також відіграє велику роль, незважаючи на те, що в цій книжці дві головні героїні проводять найбільше часу окремо. Ліла та Лену продовжують впливати одна на одну, оскільки одна завжди підштовхує іншу: «У центрі книги — дружба Елени з Лілою, але одночасно ці стосунки завжди під загрозою».